# Joe Chandler
Joe Chandler est un joueur de rugby à XIII britannique né le 11 février 1988 à Dewsbury (Yorkshire de l'Ouest) en Angleterre. Il joue pour le Leeds Rhinos dans le championnat professionnel européen de Super League.